# George Bonello Dupuis
George Bonello Dupuis (Du Puis) (* 1927; † 18. Februar 2010) war ein maltesischer Politiker.

## Biografie
Bonello Dupuis begann seine politische Laufbahn 1966 als Mitglied der Christian Workers Party, wechselte jedoch später zur Nationalist Party (PN), deren Schatzmeister (Treasurer) er über viele Jahre war.
Für PN wurde er 1971 erstmals zum Abgeordneten des Repräsentantenhauses gewählt und bei den nachfolgenden Parlamentswahlen 1976, 1981, 1987 und 1992 wiedergewählt.
Nach den Wahlen von 1987 wurde er am 12. Mai 1987 zum Finanzminister in die Regierung von Premierminister Edward Fenech Adami berufen. Nach einer Regierungsumbildung war er im Anschluss vom 27. Februar 1992 bis zum 1. April 1995 Wirtschaftsminister.
Nach seinem Ausscheiden aus dem Repräsentantenhaus 1996 wurde er zum Hochkommissar in London berufen.
Auch nach seinem Ausscheiden aus der aktiven Politik bot er sich als Ratgeber der Premierminister seiner Partei Fenech Adami und Lawrence Gonzi an.
Bonello Dupuis wurde in Nachrufen von seiner Nationalistischen Partei als Architekt der modernen maltesischen Wirtschaft beschrieben, aber auch von der Partit Laburista sowie der Alternattiva Demokratika in Nachrufen gewürdigt.